# Qaradagh (district)

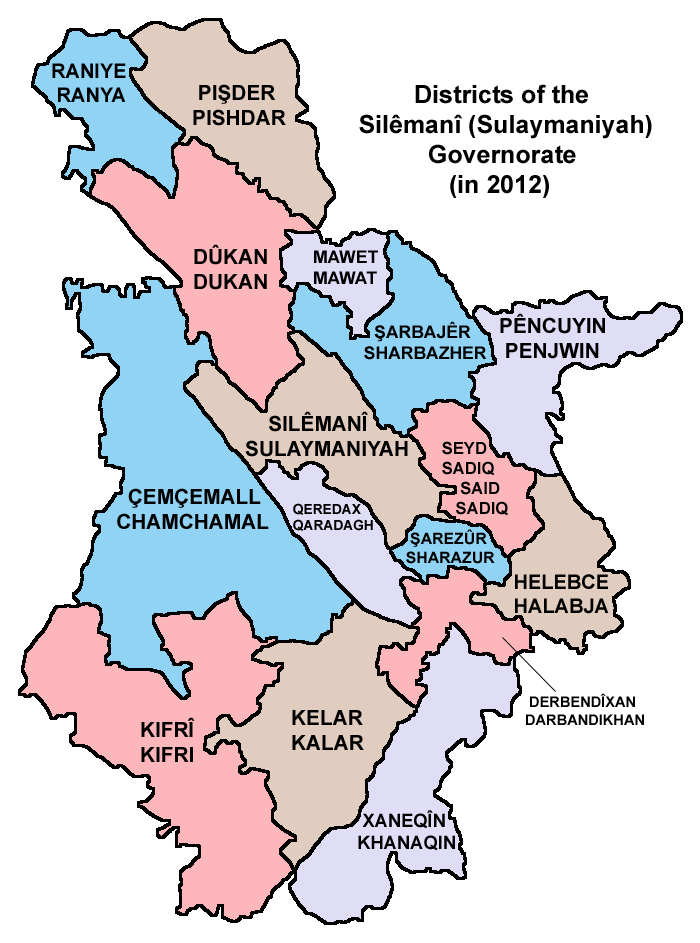
Gouvernorat de Silemani (As-Sulaymaniya), 2012

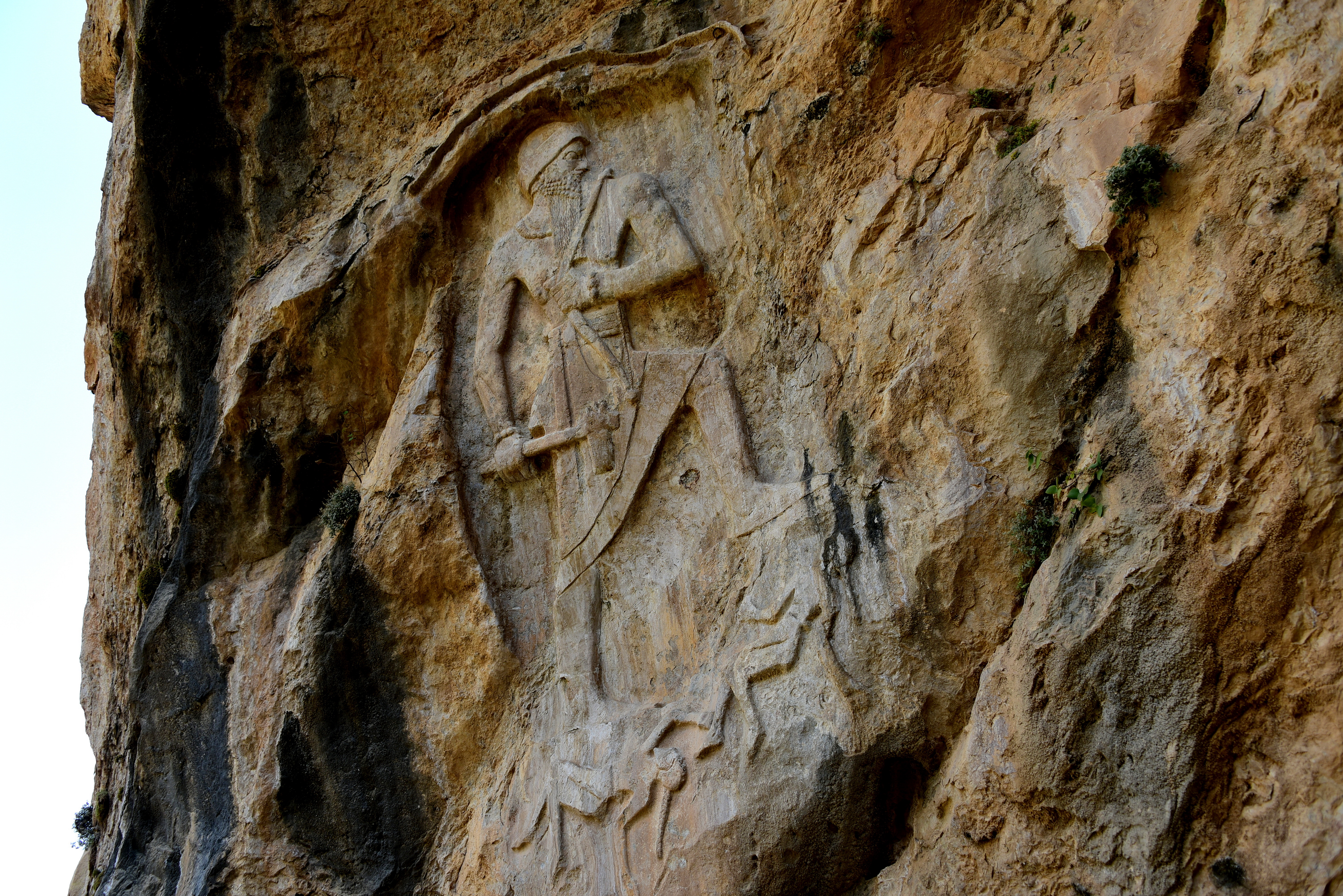
Bas-relief du roi Naram-Sin à Darband-i-Gawr, dans la montagne de Qaradagh.

Qaradagh (en kurde sorani : قەزای قەرەداغ, Qezay Qeredaẍ) est un district du Kurdistan irakien, dans le gouvernorat d'As-Sulaymaniya (Souleimaniye). Sa capitale est Qaradagh.

## Histoire
C'est à Darband-i-Gawr, dans la montagne de Qaradagh, que le roi Naram-Sin d'Akkad (2254 - 2218 av. J.-C.), fait graver un bas-relief célébrant une de ses victoires. 
Au XVIIe siècle, Qaradagh est la capitale d'un sandjak de l'Empire ottoman dépendant de l'eyalet de Bagdad.
En juin 2013, le Gouvernement régional du Kurdistan signe avec la compagnie pétrolière américaine Chevron un contrat d'exploitation du champ pétrolifère de Qaradagh. Cet accord est contesté par le gouvernement de Bagdad qui entend garder le monopole des réserves de pétrole en Irak.

## Géographie
Le massif boisé de Qaradagh, proche de la capitale provinciale, est un lieu de promenade et de pique-nique apprécié pendant le printemps et l'été. Depuis 1995, pour préserver l'environnement, il y est interdit de couper des arbres, chasser et fumer.